# Enforcer
Enforcer es una banda sueca de heavy metal formada en 2004 en Arvika, Suecia.
Se caracteriza por tocar un estilo muy similar a bandas de speed metal como Agent Steel, Exciter y Anvil. Cuando la revista Sweden Rock les preguntó acerca de tocar metal de la vieja escuela, ellos respondieron que el heavy metal no es de la vieja escuela, sino que es eterno.
Lanzaron su primer álbum, Into the Night, a través del sello Heavy Artillery Records en noviembre de 2008. Enforcer lanzó su segundo álbum "Diamonds" bajo el sello Earache Records, el 24 de mayo en 2010.
El 1 de febrero de 2013 lanzaron el álbum "Death By Fire" en Estocolmo, Suecia.
El 27 de febrero de 2015 lanzaron el álbum "From Beyond" bajo el sello Nuclear Blast Records.
El 26 de abril de 2019 se lanza el álbum "Zenith" con una versión clásica en inglés y una versión traducida al español, bajo el sello Nuclear Blast Records.

## Estilo musical
Enforcer es considerado como parte de la nueva ola del heavy metal tradicional (NWOTHM), un movimiento en curso que en los últimos años ha visto el regreso de bandas de metal tradicional, el nombre es tomado de la nueva ola de heavy metal británico son el que este movimiento se identifica fuertemente. Otras bandas consideradas parte del movimiento son White Wizzard, Cauldron, Wolf, Holy Grail, In Solitude, Cobra (Perú), Iron Curtain (España), Skull Fist, Voltax (México), Starforce (México), Stallion, Sons of Lioth, ADS (Colombia), Nightmare(Colombia), Kull Trigger(Colombia).

## Discografía
Álbumes de estudio
- Into the Night (2008)
- Diamonds (2010)
- Death by Fire (2013)
- From Beyond (2015)
- Zenith (2019)
- Nostalgia (2023)

- Datos: Q574185
- Multimedia: Enforcer / Q574185